# 香兰镇
香兰镇，是中华人民共和国黑龙江省佳木斯市汤原县下辖的一个乡镇级行政单位。香兰镇总面积约为132.4平方千米，耕地总面积约为10万亩，全镇总人口约为3.2万人。

## 行政区划
香兰镇下辖以下地区：
香兰村、红星村、庆丰村、双河村、陶家村、永久村、红胜村、大兴村、大屯村、大有村、新立村、兴安村、曾波村、共和村、保安村、双全村、木良村、新建村、庆东村、汤原木良林场生活区和香兰水稻良种场生活区。